# Contea di Shenandoah
La contea di Shenandoah (in inglese Shenandoah County) è una suddivisione amministrativa dello Stato della Virginia, negli Stati Uniti. La popolazione al censimento del 2000 era di 35 075 abitanti. Il capoluogo di contea è Woodstock.

## Storia
La contea di Shenandoah venne creata nel 1772 col nome di Dunmore, in onore dell'allora governatore della Virginia; nel 1778, fu ribattezzata con l'attuale nome, che ricorda la tribù indiana dei Senedos. Durante la guerra civile all'interno dei suoi confini si svolse la battaglia di New Market.